# Kupol Mihaila Ravicha
Die Kupol Mihaila Ravicha (englische Transkription von russisch Купол Михаила Равича Kupol Michaila Rawitscha) ist ein Eisdom an der Bakutis-Küste des westantarktischen Marie-Byrd-Lands.
Russische Wissenschaftler benannten sie. Namensgeber ist der sowjetische Geologe Michail Grigorjewitsch Rawitsch (1912–1978).